# 秋山翔吾
秋山 翔吾（あきやま しょうご、1988年4月16日 - ）は、神奈川県横須賀市出身のプロ野球選手（外野手）。右投左打。広島東洋カープ所属。
日本プロ野球におけるシーズン最多安打記録（216本・2015年）保持者。

## 経歴

### プロ入り前
2歳で野球を始め、1995年の卒園文集には「やきゅうせんしゅになりたいです。いちろう（イチロー）みたいにひっとうちたいです。」と書いていた。横須賀市立大津小学校に入学した小学1年からソフトボールチームの「大津スネークス」に入部。コンマ1秒でも早く一塁へ到達するよう右投げ左打ちに変更。左打ちのフォームは父親から指導された。父親の指導は厳しく、小学生時点で大津中学校の陸上部に入部し中学生と一緒に陸上の練習をしていた。「湘南武山フェニックス」では投手、捕手、内野手、外野手として活躍し2000年に卒団。小学校卒業文集のタイトルは「プロ野球選手を目指して」。横須賀市立大津中学校時代は横浜金沢シニアに所属していた。更に陸上部にも所属し、脚力を磨いた。
横浜創学館高等学校では1年時からレギュラーとなるも、3年夏は県ベスト8で敗退し甲子園出場は無かった。秋山は全国的には無名であったもののドラフト候補にもその名前が挙げられていた。同高の同期に北野洸貴がおり、秋山の2学年先輩には後にプロでもチームメイトとなる坂田遼がいた。
高校卒業後は八戸大学（現八戸学院大学）へ進学し、北東北大学野球連盟に加盟している硬式野球部へ入部する。大学では1年時の春からレギュラーとなり春秋連続でベストナインを受賞。4年時の春は4番打者を務め勝負強い打撃で打率.486、14打点を記録。優秀選手賞、首位打者、最多打点、ベストナインの4冠に輝いた。大学の同期には塩見貴洋、1学年後輩には田代将太郎がいた。
2010年10月28日に行われたプロ野球ドラフト会議にて埼玉西武ライオンズから3巡目で指名を受け入団。背番号は55。

### 西武時代

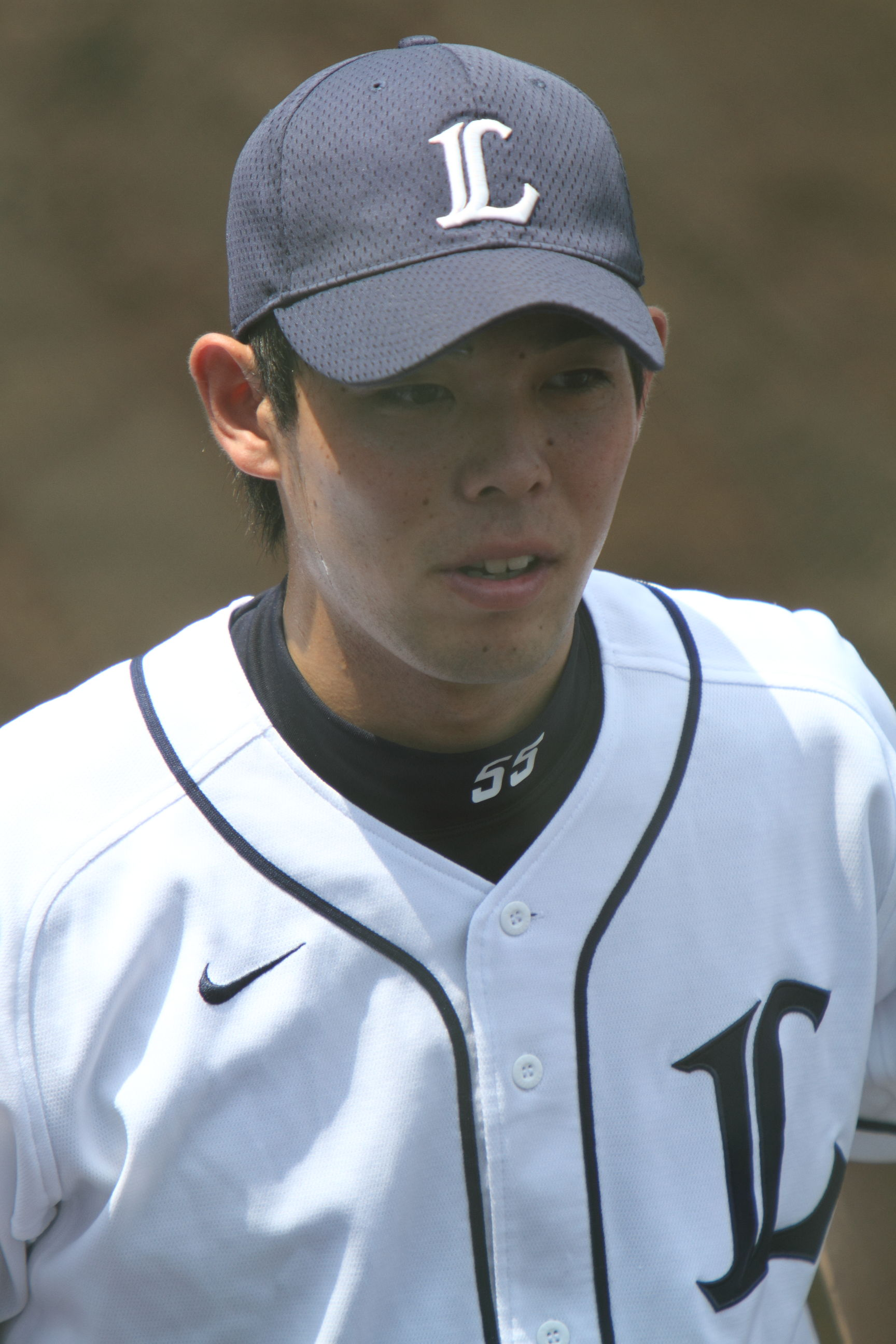
2011年7月5日

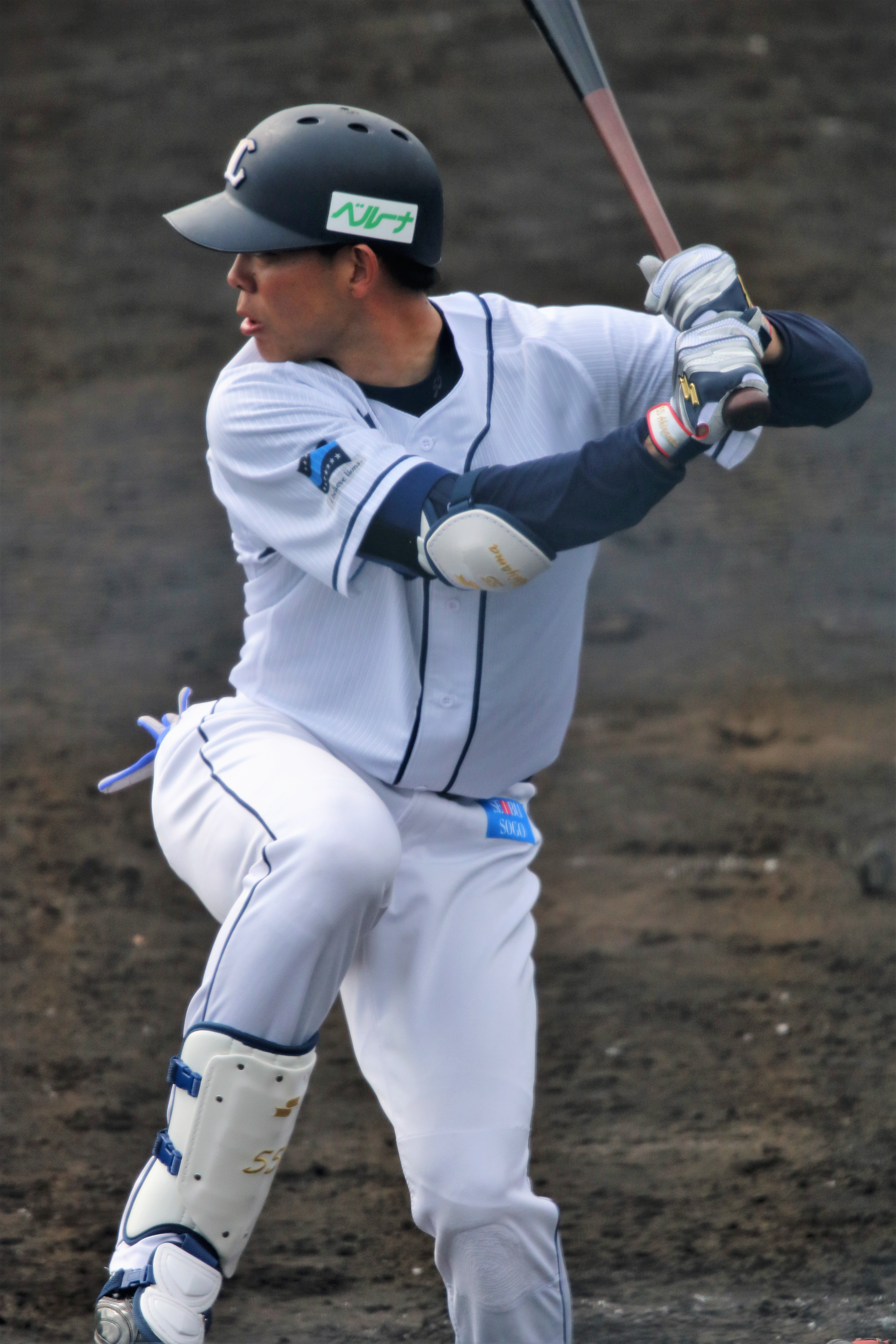
2018年2月9日

2011年は、球団の新人外野手としては岡村隆則以来30年ぶりとなる開幕スタメンを迎え「9番・右翼手」で出場、翌日の2戦目にはプロ初安打初打点を記録し、3安打を打った。同年の新人選手の中で、公式戦で最初に安打を打った。しかし、開幕直後こそ調子がよかったもののその後不振に陥り二軍落ちを経験してしまう。7月中盤に再昇格後は当初は右翼手として、栗山巧が怪我の影響で左翼手にコンバートされた後は中堅手のレギュラーとして固定され、広い守備範囲と強肩を活かした守備面での活躍が目立った。打撃では主に9番あるいは7番を打ち.232と低打率だったが、9月の月間MVP候補にノミネートされるなど8月以降は好調であった。
2012年は、開幕レギュラーが期待されたが、右大腿部の故障で開幕を二軍で迎えた。その後も2回出場選手登録を抹消されたが、その間に前年の課題だった打撃面が向上し、一軍にいる間はチーム事情から1〜3番と5番を経験、栗山が離脱してからは2番に固定された。9月5日の福岡ソフトバンクホークス戦ではプロ入り初のサヨナラ本塁打を打った。また規定打席にも初めて到達、打率はリーグ6位の好成績を残した。オフの11月6日に「侍ジャパンマッチ2012「日本代表 VS キューバ代表」」の日本代表に選出された。第一戦は守備固めとして出場、第二戦は七番中堅手で先発出場し2打数0安打2四球であった。
2013年は、中堅手として全試合に先発出場して終盤に代打と交代した1試合を除いてフルイニング出場を果たし、ゴールデングラブ賞のタイトルを初めて受賞した。打撃では6月と8月の月間打率が2割を下回った。打順は5月までは主に2番、6月は主に1番、7月は主に5番で起用された。オフの11月には、台湾で行われた「2013 BASEBALL CHALLENGE 日本 VS チャイニーズ・タイペイ」の日本代表に選出された。同チームから浅村栄斗、炭谷銀仁朗も選出された。また、この年には高校3年時から交際していた女性と結婚した。契約更改交渉に臨み、3000万円増の推定年俸6500万円でサインした。
2014年は、開幕から3番として起用されたが打率1割台と打撃不振に陥り、4月24日に主砲の中村剛也と入れ替わりで登録を抹消された。一軍復帰後は1番で起用され、5月と6月は月間打率が3割を超えるなど調子を上げていったが夏場は打率を伸ばせず下位打線に回り、最終的に本塁打も前年の13本から4本に減った。10月に中村と共に右肘のクリーニング手術を受けた。
2015年は、森友哉のフォームを参考にしたというバットを寝かせて構えた打撃フォームに変え、開幕から好成績を残す。6月14日、63試合目で100安打を打ち、100安打到達では1994年のイチロー（60試合）、1964年の広瀬叔功（61試合）に次いで史上3番目の記録になった。交流戦最後となったこの試合で、同年の交流戦打率が.432となり、2013年に長谷川勇也（ソフトバンク）が記録した.418を超え交流戦新最高打率記録を樹立（2024に日本ハム水谷瞬が打率.438を記録し更新するまでNPB記録だった）。 6月27日、イチロー（1994年5・6月）以来史上2人目となる2か月連続での月間40安打を達成した。6月3日の中日ドラゴンズ戦から7月14日の東北楽天ゴールデンイーグルス戦に途切れるまで打った連続試合安打31試合は、1979年の高橋慶彦による日本最長記録33試合に及ばずも歴代3位タイにランクインした（左打者としては歴代1位）。記録が途切れることとなった延長10回裏の第5打席では四球を選び、結果的に中村剛也のサヨナラ3点本塁打を呼び込みチームの連敗を止めるチームプレーとなった。9月13日の対千葉ロッテマリーンズ戦で先発の元チームメイト・涌井秀章から左前に適時打を打ち、史上7人目となるシーズン200安打を達成した。9月30日の対オリックス・バファローズ戦では1試合5安打を記録し、マット・マートンの保持するシーズン歴代最多安打記録（214本）に並んだ。日本人打者としては歴代単独1位に立ち、翌日10月1日のシーズン最終戦となる対オリックス戦では第3打席にブライアン・バリントンから三塁内野安打を打ち、NPB新記録となる215安打を達成し、さらに第4打席に三塁打を打ち、最終的に216安打とした。秋山はこの年にチームで唯一のフルイニング出場を果たした。12月8日に埼玉県の彩の国スポーツ功労賞を受賞した。この年打率.359を記録したが、同リーグの柳田悠岐が.363を記録したため首位打者のタイトルは逃した。2リーグ制の導入以降この年の秋山より高い打率を記録しながら首位打者を逃したのは1986年のウォーレン・クロマティのみである。また、2023年シーズン終了時点において、21世紀のNPBでこの年の秋山より高い打率を記録したのは首位打者を含めても同年の柳田、2003年の小笠原道大、2008年の内川聖一の3名のみである。
2016年は、2月15日に「侍ジャパン強化試合 日本 vs チャイニーズタイペイ」の日本代表26名に選出された。レギュラーシーズンでは全試合に出場したが、終始打率が3割前後を行き来した。7月18日の千葉ロッテマリーンズ戦でプロ初の2打席連続本塁打を記録した。10月18日に「侍ジャパン 野球オランダ代表 野球メキシコ代表 強化試合」の日本代表に選出された。12月1日契約更改交渉を行い、5000万円増の年俸2億円（推定）プラス出来高払いの3年契約を結んだ。
2017年は、全試合フルイニング出場を果たし、初めて首位打者のタイトルを獲得した。この年、パ・リーグ規定打席到達者で打率が3割を超えた選手は秋山と首位打者のタイトルを競った柳田悠岐の2人のみだった。また、本塁打が初めて20本を超えた。7月14日のオールスターゲーム第1戦ではオールセントラル先発の中日バルデスから2球目の直球を左翼席へ放つオールスター史上9人目となる先頭打者本塁打を打った。
2018年は、5月5日の楽天戦で球団タイ記録（3人目）となる8試合連続マルチヒットを記録、翌6日の試合で3打数1安打3四球で連続記録は途切れた。7月13日のオールスターゲーム第1戦ではオールセントラル先発の松坂大輔から先頭打者本塁打を打ち、プロ野球史上初のオールスターゲームで2年連続先頭打者本塁打を記録したが、2度の先頭打者本塁打を記録したのもプロ野球史上初であった。9月25日の楽天戦では自身初の逆転満塁本塁打を記録した。最終的に2年連続で最多安打のタイトルを獲得した。また3割20本塁打も2年連続でクリアする等山賊打線の切り込み隊長として活躍、西武の10年ぶりの優勝に貢献した。シーズン中の8月には日米野球の代表に選出され、11月14日の第4戦ではこれまた自身初となるランニング本塁打を記録した。1490万円アップの推定年俸2億3490万円で契約を更改した。
2019年は、楽天へFA移籍した浅村の後任としてキャプテンに指名された。5月には自身4回目の月間MVPに選出された。9月26日の楽天との最終戦にフル出場し、自身初となる5年連続のフルイニング出場を達した。2014年から継続中のフルイニング出場を「739」に更新し、パ・リーグ記録、NPB歴代単独2位を記録した。10月29日に海外FA権を行使し、メジャー挑戦が発表された。

### レッズ時代
2020年1月6日にシンシナティ・レッズと3年総額2100万ドルで契約を結んだことが発表された。オプションとして表彰等の出来高が含まれ、背番号は4。メジャー30球団の中で唯一日本人選手が所属したことがなかったレッズにとって初めての日本人選手となった。

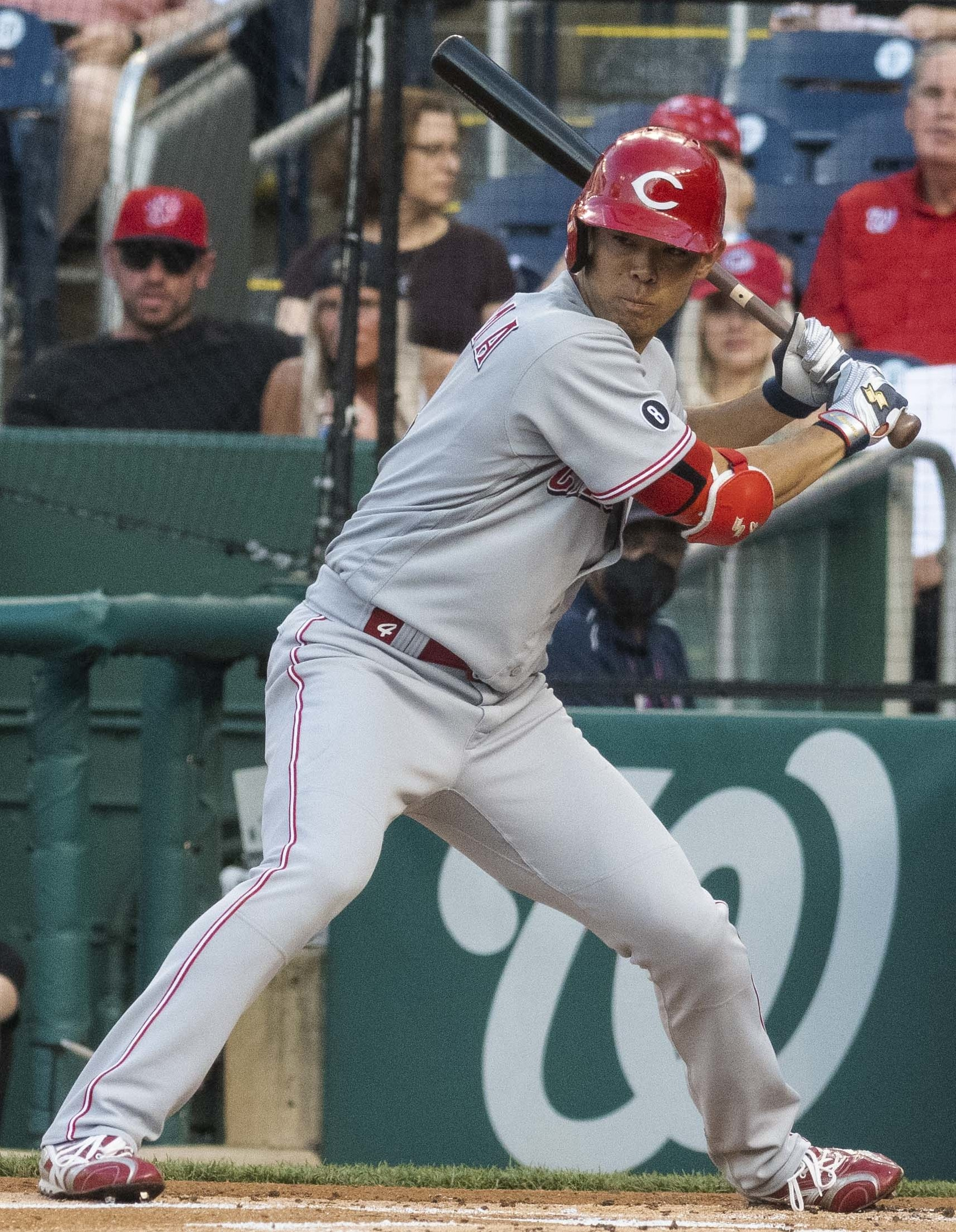
シンシナティ・レッズ時代
（2021年5月27日

7月24日のデトロイト・タイガースとの開幕戦の6回裏に代打でメジャー初出場。ホセ・シスネロから中前適時打を打ち、メジャー初打席初安打初打点を記録した。8月まで打率.196、出塁率.282と苦しみ、6〜8番の下位になることも多くなったが、9月に入ってからはチーム最高の月間打率.317、出塁率.459を記録するなど1番打者として躍動。チームの7年ぶりとなるポストシーズン進出に貢献したものの、シーズンでは最終的に54試合に出場し、打率.245、0本塁打、9打点、7盗塁、OPS.654の成績に終わった。
2021年は、キャンプ中に夫人が倒木に挟まれる事故に遭い入院したため一時離脱。直後に自身も左太もも裏の張りで故障者リスト入りし、そのままシーズン開幕を迎える。5月7日にメジャー昇格するが、ニック・カステヤノス、タイラー・ネイキン、ジェシー・ウィンカーらレッズ外野手陣が打撃好調だったこともあり、シーズン全体を通して途中出場とスタメン起用を繰り返されながら88試合に出場。9月16日の試合で右太もも裏の張りのため途中交代し、シーズン2度目の故障者リスト入りをすると、復帰することなくそのままシーズンを終えた。最終的に打率.204、12打点、本塁打0、2盗塁にとどまった。
2022年は、オフシーズンに外野のレギュラーであったカステヤノスがフィラデルフィア・フィリーズ、ウィンカーがシアトル・マリナーズにそれぞれ移籍し、外野の定位置争いに追い風が吹いていた。しかし、オープン戦で不振に喘ぎ、打率.182、OPS.364と低調な成績を記録。開幕を4日後に控えた4月3日に開幕ロースターから外れたと発表され、4月5日にFAとなった。なお、メジャー時代には一度も本塁打を打てなかった。

### パドレス傘下時代
2022年5月9日にサンディエゴ・パドレスとマイナー契約を結び、傘下のAAA級エルパソ・チワワズへ送られた。契約期間は、5月1日から6月15日までの45日間であった。エルパソでは、6月7日に新型コロナウイルスに感染し、1週間離脱した期間があったものの、10試合連続安打を放つなど、出場16試合のうち15試合で安打を放ち、打率.343、3本塁打、21打点、2盗塁を記録したが、パドレスの「若い選手を使っていきたい」という方針もあり、同15日までのメジャー昇格は叶わず、同日にFAとなった。その後数日間メジャー球団からのオファーを待ったが実現せず、同19日に日本球界へ復帰することを表明した。

### 広島時代
2022年、日本球界復帰にあたって、古巣の埼玉西武ライオンズに加えて福岡ソフトバンクホークス、広島東洋カープが獲得に名乗りを挙げ、交渉の末、6月27日に広島と3年総額5億円規模で契約することが発表された。背番号は緒方孝市や丸佳浩が使用していた9。古巣の西武は2年契約の提示であったのに対し、広島やソフトバンクは3年契約であり、また、メジャーでプレーしたことによって新しい環境でプレーしたいという気持ちから、セ・リーグの広島に決めたという。

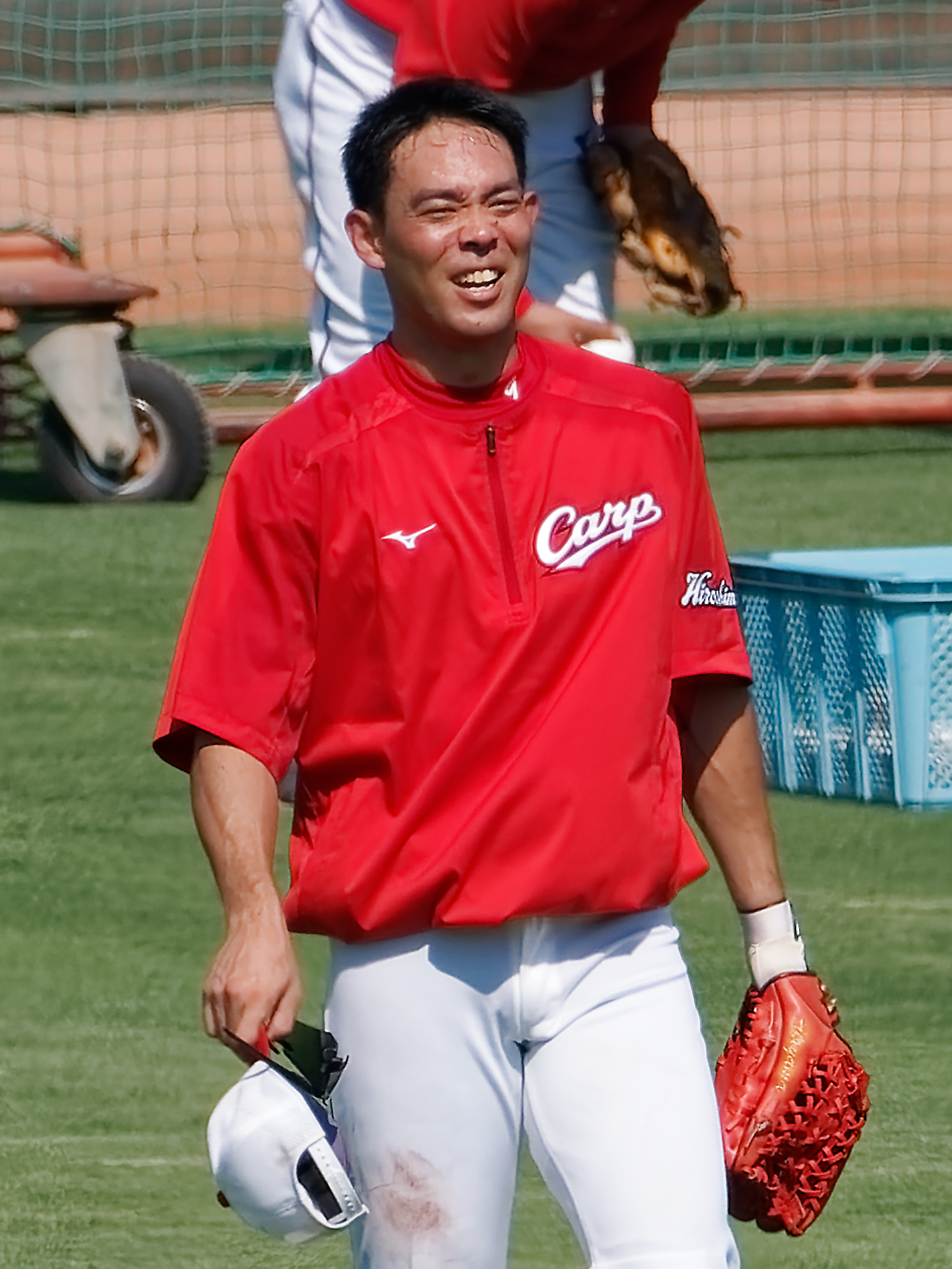
2022年7月1日

7月8日に一軍昇格し、同日の中日戦（バンテリンドーム ナゴヤ） に「3番・左翼手」として先発出場。この試合では3回表の第2打席で日本球界復帰後初安打となる中前適時打を放つなど、4打数2安打1打点の成績を記録した。7月15日の巨人戦で移籍後初本塁打、8月6日の阪神タイガース戦（MAZDA Zoom-Zoom スタジアム広島）では5-5の同点で迎えた9回一死二塁の打席で岩崎優から移籍後初のサヨナラ安打を放ち、翌7日の阪神戦（マツダスタジアム）では、日米通算1500安打を達成した。9月13日に8月度の「月間スカパーサヨナラ賞」に選出された。12月2日、契約更改交渉に臨み、3年契約2年目となる翌年は現状維持の推定年俸1億5000万円で契約を更改した。
2023年、4月15日の対東京ヤクルトスワローズ戦（マツダスタジアム）では1点を追う9回二死一塁の打席で田口麗斗から逆転サヨナラ2点本塁打を放ち、5月17日に3・4月度の「月間スカパーサヨナラ賞」に選出された。同月31日の対オリックス戦（京セラドーム大阪）では両者無得点で迎えた7回一死一・二塁の打席で黒木優太から決勝3点本塁打を放ち、チームの対オリックス戦での連敗を13で止めた。オールスターゲームにはファン投票で4年ぶりに選出され、広島の一員としては初出場となった。7月19日の第1戦（バンテリンドーム ナゴヤ）では「2番・中堅手」で先発出場し、6回無死一塁の打席で山﨑颯一郎から2018年7月14日の第2戦（リブワーク藤崎台）で9回に左前打を放って以来、5年ぶりの球宴安打を放った。8月11日の対中日戦で右ふくらはぎを痛め、検査の結果、右下腿ヒラメ筋筋損傷と診断された。これにより12日に登録抹消される。9月8日に出場選手登録されるも同月20日に体調不良のため、特例2023で出場選手登録を抹消。同月22日に一軍復帰すると翌23日の対読売ジャイアンツ戦（東京ドーム）で7回二死二塁の打席で船迫大雅から115日ぶりの本塁打となる2点本塁打を放った。シーズン通算では115試合に出場、打率.274、4本塁打、38打点の成績に終わった。10月31日に右膝外側半月板部分切除の手術を受けた。
2024年、6月5日の対日本ハム戦で先発伊藤大海の初球をバックスクリーン左へ運び、通算23本目の先頭打者本塁打は、山崎裕之（西武）を抜いて歴代単独9位となった。この年のオールスターゲームには監督推薦で出場、広島の選手としては2年連続、プロ通算で7回目の選出となった。シーズン終盤にチームが失速する中でもコンスタントに出場し奮闘、9月29日の対中日戦（マツダ）でNPB通算1500試合出場を果たし、安打を重ね長岡秀樹(ヤクルト)、近本光司（阪神）とセ・リーグ最多安打のタイトルを争った。シーズンを通じ守備でも貢献し、135試合で失策ゼロ、リーグトップの刺殺305を記録し、西武時代の2016年以来2度目の守備率10割を達成した。シーズン通算成績は138試合、打率.289、158安打、4本塁打、30打点。シーズン終了後の11月12日、外野手最多の211票を集め、西武時代の2019年以来5年ぶり7度目、セ・リーグ移籍後では初となるゴールデングラブ賞を受賞。史上10人目の両リーグでの受賞者となった。

## 代表経歴
2015年10月9日には第1回WBSCプレミア12の日本代表最終ロースター28名に選出された。日本は準決勝で3位に終わり決勝に進出できなかったが、メキシコ戦でコールド勝ちを決定づける本塁打を記録した。8試合の出場で打率.257、9安打、1本塁打、3打点だった。
2017年シーズン開幕前の3月に開催された第4回ワールド・ベースボール・クラシックの日本代表に選出された。3月3日の強化試合で右足の第5指を死球で骨折していたが出場していた。4試合の出場で打率.300、2打点だった。
2019年にはプレミア12にも選出されたが、10月31日の強化試合のカナダ戦で右足に死球を受け骨折。本大会を辞退した。

## 選手としての特徴
パ・リーグ歴代1位、NPB全体では歴代2位の連続フルイニング出場記録を持っている。

### 打撃
NHK BS1のテレビ番組『球辞苑』で放送した「流し打ち」の回を視聴したことがきっかけで、アベレージヒッターに徹する決意が生まれ、その結果として年間最多安打記録を更新した。

### 守備・走塁
50メートル5秒9、一塁到達3.88秒の俊足と遠投110メートルの強肩を兼ね備える。特にスローイングにおいては短距離での精度には欠けるものの、バックホームなど長距離の送球で力強さを発揮しており、埼玉西武外野陣でも随一の強肩であるとの呼び声が高い。
2016年シーズンは671打席で併殺打がわずか2と規定打数に達した野手の中では3位の記録であった。

## 人物
秋山は子供の頃に父親から野球を教わり、清水隆行のフォームを真似していたという。父親は秋山が小学6年の時に病死し、秋山もこのような経験から2015年シーズンから主催試合で一人親家庭を招待しており、それが評価されて2019年度のゴールデンスピリット賞を受賞した。
ラジオ好きとしても知られ、移動中にradikoを使い、特に好きだと語るニッポン放送『オードリーのオールナイトニッポン』、TBSラジオ『バナナマンのバナナムーンGOLD』を聴いている。また、西武時代には、ラジオ単営局である文化放送のスポーツアナウンサー・松島茂と親しく交流。しかし、レッズの外野手としてプレシーズンゲームでMLBにおける対外試合初安打を打った直後（2020年2月23日）に松島が47歳で死去したため、初安打のボールを松島の遺族へ急遽届けた。
主な愛称は「うなぎ」。これは元々、漫画『天才バカボン』の登場キャラクターであるウナギイヌに顔が似ているということから、ファン間やチーム内で呼ばれていたものだが、「チームに活力を与えるウナギのような存在になれ」という、先輩の栗山巧の発案などもあり、ライオンズ公式でうなぎグッズが発売されるなど半ば公式の愛称となっており、後輩からもこれをネタにいじられることがある。また、その他にも同学年の前田健太や先輩の青木宣親らに「アキ」と呼ばれている。
浦和レッドダイヤモンズの阿部勇樹と親交があり、2021年に阿部が引退会見を開いた際はサプライズで花束を贈呈した。
シーズンオフには毎年『ジョブチューン』で野球企画が年末に放送されているが、秋山は毎年欠かさず出演しており、2019年のオフは西武の優勝旅行中に収録があったが、現地ホテルから中継を繋いで出演したほか、レッズ移籍後も出演を続けていたが、2021年2月放送のプロ野球企画には出演がなかった。また、前述の経緯から、『球辞苑』にも度々ゲスト出演しており、同番組の出演者であるナイツの塙宣之とも親交がある。
2022年11月23日に行われた広島東洋カープの「ファン感謝デー」で「広島県人になりました」と話した。
2023年12月3日に行われた横浜スタジアム45周年記念イベント「YOKOHAMA STADIUM 45th DREAM MATCH」では、松坂大輔が率いる神奈川県の高校野球出身のレジェンドOB「Y45 LEGEND HEROES」に、唯一の横浜創学館高等学校出身OBかつ、横浜DeNAベイスターズ以外の球団からの現役選手として参戦した。しかし、プレー前の練習や調整には参加したものの、10月末の手術から間もないことからグラウンドでの実際のプレーは行わず監督補佐という役割に回った。イベントに寄せた「私とハマスタ」の思い出としては、横浜高校に本塁打を沢山打たれて涙も出ないほどのコールド負けを喫したとのことで、その文章を書き記したサインボールを残している。

## 詳細情報

### 年度別打撃成績
| 年 度     | 球 団     | 試 合 | 打 席 | 打 数 | 得 点 | 安 打 | 二 塁 打 | 三 塁 打 | 本 塁 打 | 塁 打 | 打 点 | 盗 塁 | 盗 塁 死 | 犠 打 | 犠 飛 | 四 球 | 敬 遠 | 死 球 | 三 振 | 併 殺 打 | 打 率 | 出 塁 率 | 長 打 率 | O P S |
| --------- | --------- | ----- | ----- | ----- | ----- | ----- | -------- | -------- | -------- | ----- | ----- | ----- | -------- | ----- | ----- | ----- | ----- | ----- | ----- | -------- | ----- | -------- | -------- | ----- |
| 2011      | 西武      | 110   | 313   | 284   | 35    | 66    | 9        | 6        | 1        | 90    | 21    | 8     | 5        | 8     | 0     | 15    | 0     | 6     | 63    | 1        | .232  | .285     | .317     | .602  |
| 2012      | 西武      | 107   | 450   | 403   | 50    | 118   | 17       | 8        | 4        | 163   | 37    | 10    | 5        | 15    | 1     | 28    | 0     | 3     | 70    | 7        | .293  | .343     | .404     | .747  |
| 2013      | 西武      | 144   | 634   | 564   | 89    | 152   | 25       | 7        | 13       | 230   | 58    | 13    | 6        | 12    | 2     | 49    | 1     | 7     | 89    | 8        | .270  | .334     | .408     | .742  |
| 2014      | 西武      | 131   | 561   | 475   | 64    | 123   | 24       | 6        | 4        | 171   | 47    | 3     | 3        | 11    | 2     | 70    | 2     | 3     | 98    | 4        | .259  | .356     | .360     | .716  |
| 2015      | 西武      | 143   | 675   | 602   | 108   | 216   | 36       | 10       | 14       | 314   | 55    | 17    | 17       | 7     | 2     | 60    | 2     | 4     | 78    | 6        | .359  | .419     | .522     | .941  |
| 2016      | 西武      | 143   | 671   | 578   | 98    | 171   | 32       | 4        | 11       | 244   | 62    | 18    | 6        | 0     | 6     | 77    | 2     | 10    | 103   | 2        | .296  | .385     | .422     | .807  |
| 2017      | 西武      | 143   | 659   | 575   | 106   | 185   | 38       | 5        | 25       | 308   | 89    | 16    | 5        | 0     | 7     | 72    | 1     | 5     | 97    | 4        | .322  | .398     | .536     | .933  |
| 2018      | 西武      | 143   | 685   | 603   | 107   | 195   | 39       | 8        | 24       | 322   | 82    | 15    | 10       | 0     | 1     | 77    | 4     | 4     | 96    | 3        | .323  | .403     | .534     | .937  |
| 2019      | 西武      | 143   | 678   | 590   | 112   | 179   | 31       | 4        | 20       | 278   | 62    | 12    | 8        | 0     | 1     | 78    | 2     | 9     | 108   | 8        | .303  | .392     | .471     | .864  |
| 2020      | CIN       | 54    | 183   | 155   | 16    | 38    | 6        | 1        | 0        | 46    | 9     | 7     | 3        | 0     | 0     | 25    | 0     | 2     | 34    | 1        | .245  | .357     | .297     | .654  |
| 2021      | CIN       | 88    | 183   | 162   | 16    | 33    | 8        | 0        | 0        | 41    | 12    | 2     | 3        | 1     | 1     | 14    | 1     | 4     | 40    | 1        | .204  | .282     | .253     | .535  |
| 2022      | 広島      | 44    | 174   | 155   | 19    | 41    | 6        | 1        | 5        | 64    | 26    | 0     | 0        | 0     | 2     | 11    | 0     | 6     | 34    | 6        | .265  | .333     | .413     | .746  |
| 2023      | 広島      | 115   | 483   | 434   | 48    | 119   | 20       | 6        | 4        | 163   | 38    | 8     | 3        | 9     | 1     | 35    | 3     | 4     | 81    | 12       | .274  | .333     | .376     | .709  |
| 2024      | 広島      | 138   | 587   | 547   | 60    | 158   | 20       | 1        | 4        | 192   | 30    | 6     | 5        | 2     | 4     | 29    | 3     | 5     | 96    | 6        | .289  | .328     | .351     | .679  |
| NPB：12年 | NPB：12年 | 1504  | 6570  | 5810  | 896   | 1723  | 297      | 66       | 129      | 2539  | 607   | 126   | 73       | 64    | 29    | 601   | 20    | 66    | 1013  | 67       | .297  | .367     | .437     | .804  |
| MLB：2年  | MLB：2年  | 142   | 366   | 317   | 32    | 71    | 14       | 1        | 0        | 87    | 21    | 9     | 6        | 1     | 1     | 39    | 1     | 6     | 74    | 2        | .224  | .320     | .274     | .594  |

- 2024年度シーズン終了時
- 各年度の太字はリーグ最高、赤太字はNPBにおける歴代最高

### 年度別打撃成績所属リーグ内順位
| 年 度 | 年 齢 | リ ｜ グ   | 打 率 | 安 打 | 二 塁 打 | 三 塁 打 | 本 塁 打 | 打 点 | 盗 塁 | 出 塁 率 |
| ----- | ----- | ---------- | ----- | ----- | -------- | -------- | -------- | ----- | ----- | -------- |
| 2011  | 23    | パ・リーグ | -     | -     | -        | -        | -        | -     | -     | -        |
| 2012  | 24    | パ・リーグ | 10位  | -     | -        | 1位      | -        | -     | -     | -        |
| 2013  | 25    | パ・リーグ | -     | -     | 2位      | -        | -        | -     | -     | -        |
| 2014  | 26    | パ・リーグ | -     | -     | 3位      | -        | -        | -     | -     | -        |
| 2015  | 27    | パ・リーグ | 2位   | 1位   | 2位      | 1位      | -        | -     | 6位   | 2位      |
| 2016  | 28    | パ・リーグ | 9位   | 3位   | 2位      | 7位      | -        | -     | 8位   | 9位      |
| 2017  | 29    | パ・リーグ | 1位   | 1位   | 1位      | 6位      | 9位      | 5位   | 6位   | 6位      |
| 2018  | 30    | パ・リーグ | 2位   | 1位   | 1位      | 3位      | -        | 7位   | -     | 4位      |
| 2019  | 31    | パ・リーグ | 5位   | 1位   | 5位      | -        | -        | -     | -     | 6位      |
| 2020  | 32    | ナ・リーグ | -     | -     | -        | -        | -        | -     | -     | -        |
| 2021  | 33    | ナ・リーグ | -     | -     | -        | -        | -        | -     | -     | -        |
| 2022  | 34    | セ・リーグ | -     | -     | -        | -        | -        | -     | -     | -        |
| 2023  | 35    | セ・リーグ | -     | -     | -        | 4位      | -        | -     | -     | -        |
| 2024  | 36    | セ・リーグ | 5位   | 3位   | -        | -        | -        | -     | -     | -        |

- -は10位未満（打率は規定打席未到達の場合も-と表記）

### WBSCプレミア12での打撃成績
| 年 度 | 代 表 | 試 合 | 打 席 | 打 数 | 得 点 | 安 打 | 二 塁 打 | 三 塁 打 | 本 塁 打 | 塁 打 | 打 点 | 盗 塁 | 盗 塁 死 | 犠 打 | 犠 飛 | 四 球 | 敬 遠 | 死 球 | 三 振 | 併 殺 打 | 打 率 | 出 塁 率 | 長 打 率 |
| ----- | ----- | ----- | ----- | ----- | ----- | ----- | -------- | -------- | -------- | ----- | ----- | ----- | -------- | ----- | ----- | ----- | ----- | ----- | ----- | -------- | ----- | -------- | -------- |
| 2015  | 日本  | 8     | 40    | 35    | 5     | 9     | 0        | 0        | 1        | 12    | 3     | 1     | 1        | 1     | 0     | 3     | 0     | 1     | 2     | 0        | .257  | .333     | .343     |

- 太字は大会最高

### WBCでの打撃成績
| 年 度 | 代 表 | 試 合 | 打 席 | 打 数 | 得 点 | 安 打 | 二 塁 打 | 三 塁 打 | 本 塁 打 | 塁 打 | 打 点 | 盗 塁 | 盗 塁 死 | 犠 打 | 犠 飛 | 四 球 | 敬 遠 | 死 球 | 三 振 | 併 殺 打 | 打 率 | 出 塁 率 | 長 打 率 |
| ----- | ----- | ----- | ----- | ----- | ----- | ----- | -------- | -------- | -------- | ----- | ----- | ----- | -------- | ----- | ----- | ----- | ----- | ----- | ----- | -------- | ----- | -------- | -------- |
| 2017  | 日本  | 4     | 13    | 10    | 1     | 3     | 0        | 0        | 0        | 3     | 2     | 1     | 1        | 0     | 1     | 2     | 0     | 0     | 0     | 0        | .300  | .385     | .300     |

### MLBポストシーズン打撃成績
| 年 度     | 球 団     | シ リ ｜ ズ | 試 合 | 打 席 | 打 数 | 得 点 | 安 打 | 二 塁 打 | 三 塁 打 | 本 塁 打 | 塁 打 | 打 点 | 盗 塁 | 盗 塁 死 | 犠 打 | 犠 飛 | 四 球 | 敬 遠 | 死 球 | 三 振 | 併 殺 打 | 打 率 | 出 塁 率 | 長 打 率 | O P S |
| --------- | --------- | ----------- | ----- | ----- | ----- | ----- | ----- | -------- | -------- | -------- | ----- | ----- | ----- | -------- | ----- | ----- | ----- | ----- | ----- | ----- | -------- | ----- | -------- | -------- | ----- |
| 2020      | CIN       | NLWC        | 2     | 5     | 5     | 0     | 0     | 0        | 0        | 0        | 0     | 0     | 0     | 0        | 0     | 0     | 0     | 0     | 0     | 2     | 0        | .000  | .000     | .000     | .000  |
| 出場：1回 | 出場：1回 | 出場：1回   | 2     | 5     | 5     | 0     | 0     | 0        | 0        | 0        | 0     | 0     | 0     | 0        | 0     | 0     | 0     | 0     | 0     | 2     | 0        | .000  | .000     | .000     | .000  |

- 2024年度シーズン終了時

### 年度別守備成績
| 年 度 | 球 団 | 外野  | 外野  | 外野  | 外野  | 外野  | 外野     | 中堅（CF） | 中堅（CF） | 中堅（CF） | 中堅（CF） | 中堅（CF） | 中堅（CF） | 左翼（LF） | 左翼（LF） | 左翼（LF） | 左翼（LF） | 左翼（LF） | 左翼（LF） | 右翼（RF） | 右翼（RF） | 右翼（RF） | 右翼（RF） | 右翼（RF） | 右翼（RF） |
| 年 度 | 球 団 | 試 合 | 刺 殺 | 補 殺 | 失 策 | 併 殺 | 守 備 率 | 試 合      | 刺 殺      | 補 殺      | 失 策      | 併 殺      | 守 備 率   | 試 合      | 刺 殺      | 補 殺      | 失 策      | 併 殺      | 守 備 率   | 試 合      | 刺 殺      | 補 殺      | 失 策      | 併 殺      | 守 備 率   |
| ----- | ----- | ----- | ----- | ----- | ----- | ----- | -------- | ---------- | ---------- | ---------- | ---------- | ---------- | ---------- | ---------- | ---------- | ---------- | ---------- | ---------- | ---------- | ---------- | ---------- | ---------- | ---------- | ---------- | ---------- |
| 2011  | 西武  | 106   | 189   | 8     | 5     | 1     | .975     | -          | -          | -          | -          | -          | -          | -          | -          | -          | -          | -          | -          | -          | -          | -          | -          | -          | -          |
| 2012  | 西武  | 106   | 284   | 9     | 4     | 1     | .987     | -          | -          | -          | -          | -          | -          | -          | -          | -          | -          | -          | -          | -          | -          | -          | -          | -          | -          |
| 2013  | 西武  | 144   | 317   | 8     | 4     | 0     | .988     | -          | -          | -          | -          | -          | -          | -          | -          | -          | -          | -          | -          | -          | -          | -          | -          | -          | -          |
| 2014  | 西武  | 130   | 290   | 7     | 3     | 2     | .990     | -          | -          | -          | -          | -          | -          | -          | -          | -          | -          | -          | -          | -          | -          | -          | -          | -          | -          |
| 2015  | 西武  | 143   | 341   | 7     | 2     | 0     | .994     | -          | -          | -          | -          | -          | -          | -          | -          | -          | -          | -          | -          | -          | -          | -          | -          | -          | -          |
| 2016  | 西武  | 143   | 301   | 10    | 0     | 2     | 1.000    | -          | -          | -          | -          | -          | -          | -          | -          | -          | -          | -          | -          |            |            |            |            |            |            |
| 2017  | 西武  | 143   | 279   | 7     | 3     | 2     | .990     | -          | -          | -          | -          | -          | -          | -          | -          | -          | -          | -          | -          | -          | -          | -          | -          | -          | -          |
| 2018  | 西武  | 143   | 289   | 4     | 4     | 1     | .987     | -          | -          | -          | -          | -          | -          | -          | -          | -          | -          | -          | -          | -          | -          | -          | -          | -          | -          |
| 2019  | 西武  | 143   | 283   | 8     | 5     | 3     | .983     | -          | -          | -          | -          | -          | -          | -          | -          | -          | -          | -          | -          | -          | -          | -          | -          | -          | -          |
| 2020  | CIN   | -     | -     | -     | -     | -     | -        | 21         | 38         | 0          | 0          | 0          | 1.000      | 36         | 49         | 2          | 0          | 0          | 1.000      | -          | -          | -          | -          | -          | -          |
| 2021  | CIN   | -     | -     | -     | -     | -     | -        | 48         | 76         | 0          | 1          | 0          | .987       | 9          | 8          | 0          | 1          | 0          | .889       | 4          | 2          | 0          | 0          | 0          | 1.000      |
| 2022  | 広島  | 41    | 94    | 1     | 0     | 1     | 1.000    | -          | -          | -          | -          | -          | -          | -          | -          | -          | -          | -          | -          | -          | -          | -          | -          | -          | -          |
| 2023  | 広島  | 114   | 243   | 7     | 4     | 1     | .984     | -          | -          | -          | -          | -          | -          | -          | -          | -          | -          | -          | -          | -          | -          | -          | -          | -          | -          |
| 2024  | 広島  | 135   | 305   | 3     | 0     | 1     | 1.000    | -          | -          | -          | -          | -          | -          | -          | -          | -          | -          | -          | -          | -          | -          | -          | -          | -          | -          |
| NPB   | NPB   | 1491  | 3215  | 79    | 34    | 15    | .990     | -          | -          | -          | -          | -          | -          | -          | -          | -          | -          | -          | -          | -          | -          | -          | -          | -          | -          |
| MLB   | MLB   | -     | -     | -     | -     | -     | -        | 69         | 114        | 0          | 1          | 0          | .991       | 45         | 57         | 2          | 1          | 0          | .983       | 4          | 2          | 0          | 0          | 0          | 1.000      |

- 2024年度シーズン終了時
- 各年度の太字はリーグ最高
- 太字年はゴールデングラブ賞受賞

### タイトル
NPB
- 首位打者：1回（2017年）
- 最多安打：4回（2015年、2017年 - 2019年）

### 表彰
NPB
- ベストナイン：4回（外野手部門：2015年、2017年 - 2019年）
- ゴールデングラブ賞：7回（外野手部門：2013年、2015年 - 2019年、2024年）
- 月間MVP：4回（打者部門：2015年3・4月[123]、2015年6月[124]、2017年7月[125]、2019年5月[126]）
- 月間サヨナラ賞：2回（2022年8月[63]、2023年3・4月[66]）
- オールスターゲーム敢闘選手賞：2回（2017年第1戦・第2戦）
- コミッショナー特別表彰：1回（特別賞：2015年[127]）
- 報知プロスポーツ大賞 特別賞：1回（2015年[128]）
- 彩の国スポーツ功労賞：1回（2015年[20][127]）
- ゴールデンスピリット賞（2019年）

### 記録

#### NPB
初記録
- 初出場・初先発出場：2011年4月12日、対北海道日本ハムファイターズ1回戦（札幌ドーム）、「9番・右翼手」で先発出場
- 初打席：同上、3回表にダルビッシュ有から死球
- 初安打・初打点：2011年4月13日、対北海道日本ハムファイターズ2回戦（札幌ドーム）、2回表にブライアン・ウルフから中前適時打
- 初盗塁：2011年4月20日、対千葉ロッテマリーンズ2回戦（QVCマリンフィールド）、3回表に二盗（投手：唐川侑己、捕手：里崎智也）
- 初本塁打：2011年9月8日、対千葉ロッテマリーンズ18回戦（西武ドーム）、4回裏に小林敦から右越2ラン

節目の記録
- 1000安打：2017年8月31日、対東北楽天ゴールデンイーグルス21回戦（Koboパーク宮城）、1回表に安樂智大から右前二塁打 ※史上289人目[129]
- 1000試合出場：2018年7月17日、対福岡ソフトバンクホークス10回戦（福岡 ヤフオク!ドーム）、「1番・中堅手」で先発出場 ※史上493人目[130]
- 100本塁打：2019年5月2日、対北海道日本ハムファイターズ5回戦（メットライフドーム）、7回裏に西村天裕から右越ソロ ※史上289人目[131]
- 1500安打：2023年5月16日、対横浜DeNAベイスターズ7回戦（横浜スタジアム）、4回表に上茶谷大河から二塁内野安打 ※史上133人目[132]
- 1000三振：2024年9月3日、対横浜DeNAベイスターズ20回戦（横浜スタジアム）、1回表に東克樹から空振り三振 ※史上77人目
- 1500試合出場：2024年9月29日、対中日ドラゴンズ25回戦（MAZDA Zoom-Zoom スタジアム広島）、「1番・中堅手」で先発出場 ※史上210人目[133]
- 300二塁打：2025年7月3日、対東京ヤクルトスワローズ10回戦（MAZDA Zoom-Zoom スタジアム広島）、9回裏に松本健吾から左翼線二塁打 ※史上79人目[134]

その他の記録
- 31試合連続安打：2015年6月3日 - 7月14日 ※左打者歴代1位
- シーズン200安打：2015年 ※史上6人目、シーズン131試合目での達成はイチローに次ぐ歴代2位の早さ[135]
- シーズン216安打：2015年 ※史上最多
- シーズン猛打賞：27回（2015年） ※史上最多タイ記録（他は西岡剛）
- 739試合連続フルイニング出場：2014年9月6日 - 2019年9月26日[88] ※パ・リーグ記録、NPB歴代2位
- オールスターゲーム出場：7回（2015年、2016年、2017年、2018年、2019年、2023年、2024年）
- オールスターゲーム最多先頭打者本塁打：2本（2017年、2018年）

#### MLB
初記録
- 初出場・初打席・初安打・初打点：2020年7月24日、対デトロイト・タイガース1回戦（グレート・アメリカン・ボール・パーク）、6回裏に代打で出場、ホセ・シスネロから中前適時打[136]
- 初先発出場：2020年7月25日、対デトロイト・タイガース2回戦（グレート・アメリカン・ボール・パーク）、「6番・左翼手」で先発出場
- 初盗塁：2020年7月26日、対デトロイト・タイガース3回戦（グレート・アメリカン・ボール・パーク）、2回裏に二盗（投手：スペンサー・ターンブル、捕手：グレイソン・グレイナー）

#### NPB/MLB通算
節目の記録
- 1500安打：2022年8月7日、対阪神タイガース18回戦（MAZDA Zoom-Zoom スタジアム広島）、7回裏に岩貞祐太から右中間二塁打[62]

### 背番号
- 55（2011年 - 2019年）
- 4（2020年[40] - 2021年）
- 9（2022年6月30日[57] - ）※2012年侍ジャパンマッチでも着用

### 代表歴
- 2015 WBSCプレミア12 日本代表
- 2017 ワールド・ベースボール・クラシック

## 関連情報

### CM
- マツダアンフィニ広島（2024年）
  - 「2024宣誓」篇（2024年） - アンフィニ広島整備士 ※石原慶幸（カープOB）・坂倉将吾捕手と出演
  - 「チームでサポート」篇（2024年） - アンフィニ広島整備士 ※坂倉将吾捕手と出演

### 著書
- 技術と心 至高の打撃・野球道＆精神力探求バイブル（2019年9月16日、廣済堂出版） ISBN 978-4331522370
- 秋山翔吾のバッティングバイブル（2024年5月2日、ベースボール・マガジン社） ISBN 978-4583116723